# Finale della Coppa delle nazioni africane 1957
La finale della Coppa delle nazioni africane 1957 si disputò l'8 febbraio 1957 allo Stadio Municipale di Khartoum, capitale del Sudan, tra le nazionali di Egitto ed Etiopia. Fu vinta per 4-0 dai Faraoni, che si portarono a casa il primo trofeo in assoluto nella storia della massima competizione tra nazionali maschili africane.

## Le squadre
| Squadra | Finali (o spareggi) disputate in precedenza (il grassetto indica la vittoria) |
| ------- | ----------------------------------------------------------------------------- |
| Egitto  | Nessuna                                                                       |
| Etiopia | Nessuna                                                                       |

## Cammino verso la finale
La primissima edizione della Coppa d'Africa si tenne in Sudan, e coinvolse quattro nazionali: oltre ai padroni di casa e alle due finaliste, vi partecipava anche il Sudafrica. La formula prevedeva che queste quattro nazionali si sarebbero affrontare in una fase a eliminazione diretta, con semifinali e finale per il primo posto.
L'Egitto sconfisse il Sudan per 2-1, con rigore di Helmy al 21°, pareggio di Al-Bashir al 58° e ritorno in vantaggio al 72° con Ad-Diba. L'Etiopia saltò invece le semifinali vincendo contro il Sudafrica a tavolino per 2-0: essendo esso afflitto dall'apartheid, i dirigenti pretesero infatti di far giocare una squadra di soli bianchi, fatto che comportò l'esclusione del torneo e la squalifica prima dalla CAF e poi dalla FIFA, durata fino al 1991.

### Tabella riassuntiva del percorso
| Egitto     | Egitto    | Turno                       | Etiopia    | Etiopia        |
| ---------- | --------- | --------------------------- | ---------- | -------------- |
| Avversario | Risultato | Fase a eliminazione diretta | Avversario | Risultato      |
| Sudan      | 2-1       | Semifinali                  | Sudafrica  | 2-0 (tavolino) |

## Descrizione della partita
La partita finì con un clamoroso 4-0, con un poker di Ad-Diba al 2° e al 7° del primo tempo, e al 68° e all'89° nella ripresa.

## Tabellino
| Arbitro: | Mohammed Youssef |

|                          |           |  |
| Ad-Diba 2’, 7’, 68’, 89’ | Marcatori |  |

| Egitto | Etiopia |

| Egitto       |  |                    |
|              |  |                    |
| GK           |  | Brascos            |
| RB           |  | Nour El-Dali       |
| CB           |  | Mosaad Daoud       |
| CB           |  | Rifaat El-Fanagily |
| LB           |  | Hanafi Bastan      |
| RH           |  | Samir Qotb         |
| LH           |  | Ibrahim Tawfik     |
| OR           |  | Ad-Diba            |
| CF           |  | Raafat Attia       |
| CF           |  | Alaa El-Hamouly    |
| OL           |  | Hamdi              |
| CT:          |  |                    |
| Mourad Fahmy |  |                    |

| Etiopia |  |                           |
|         |  |                           |
| GK      |  | Gila-Michael Tekle Mariam |
| RB      |  | Adale Tekle Selassie      |
| LB      |  | Girmaye Fikre Mariam      |
| RH      |  | Mohammed Ibrahim          |
| CH      |  | Ayele Tessema             |
| LH      |  | Adamu Alemu               |
| OR      |  | Netsere Wolde Selassie    |
| IR      |  | Zewde Samuel              |
| CF      |  | Kebede Metaferia          |
| IL      |  | Asefaw Berhane            |
| OL      |  | Tekeste Goitom            |
| CT:     |  |                           |
| ?       |  |                           |

| Uomo partita: - Ad-Diba Assistenti arbitrali - Mostefa Kamel Mansour - Gebeyehu Doube |